# Juliano Gauche
Juliano Gauche (Mantena, 1977) é um cantor e compositor brasileiro. Seus instrumentos são a guitarra e o violão.
Foi vocalista e letrista das bandas de rock Revólver e Solana, cantou no projeto Duo Zebedeu e na banda Xamã do Raul e produziu o disco "Humanifesta", de Gustavo Macacko. Iniciou sua carreira solo em 2013. 
Em 2018, a Associação Paulista de Críticos de Arte (APCA) considerou Afastamento, de Juliano, o 16.° melhor álbum brasileiro lançado no primeiro semestre daquele ano. Seu disco Tenho Acordado Dentro dos Sonhos foi escolhido pela APCA como um dos 50 melhores álbuns nacionais de 2023.

## Discografia

#### Solo
- "Bombyx Mori" (EP, 2020)[10]
- "Afastamento" (2018)[11]
- "Nas Estâncias de Dzyan" (2016)[12]
- "Juliano Gauche" (2013)

#### Banda Solana
- "Veneza" (2012)[13]
- "Feliz, Feliz" (2008)
- "Quanto mais pressa mais devagar" (2003)

#### Duo Zebedeu (Músicas de Sérgio Sampaio)
- "Hoje Não" (2009)

## Videoclipes

#### Solo
- Cuspa, maltrate, ofenda (2015)
- Sérgio Sampaio Volta (2015)
- Canção do mundo maior (2017)
- O Clarão (2017)
- Nas estâncias de Dzyan (2019)
- Bombyx Mori 1 (2020)

#### Com o "Duo Zebedeu"
- Brasília (2010)[14]
- Nem assim (2010)

## Literatura
Em 2010, Juliano foi co-autor do livro "Além de todo gesto", junto com Ingrid Mendonça e Flávia Dalla Bernardina. O lançamento da obra aconteceu na Academia de Letras Humberto de Campos, em Vila Velha (ES).